# Alain Baroja
Alain Baroja Méndez (* 23. října 1989, Caracas, Venezuela) je venezuelský fotbalový brankář a reprezentant, od roku 2016 hráč klubu Cádiz CF na hostování v uruguayském týmu Sud América.

## Klubová kariéra
- Caracas FC (mládež)
- Caracas FC 2009–2016
- →  Llaneros de Guanare (hostování) 2011–2012
- →  AEK Athény (hostování) 2015–2016
- Cádiz CF 2016–
- →  Sud América (hostování) 2016–

## Reprezentační kariéra
V A-mužstvu Venezuely debutoval v roce 2015.